# Rejsen til verdens navle
Rejsen til verdens navle er en dokumentarfilm fra 1999 og er på fem afsnit, den blev produceret af Skandinavisk Film Kompagni og vist på DR1 i 2000.
Filmen handler om at kaptajn og forfatter Troels Kløvedal der med sit skib Nordkaperen og hans besætning som bl.a. består af Ib Michael og Hanne Danielsen, sejler fra Panama til Tahiti, en rejse på ca. 6500 sømil, og som godt er en fjerdedel af jordens omkreds. 
Rejsen går fra Panama over Kokosøen, Galapagosøerne, Påskeøen, Tuamotu-atollerne og ender til sidst på Tahiti.

## Afsnit
1. Rejsen til verdens navle
2. Rejsen til verdens navle
3. Rejsen til verdens navle
4. Rejsen til verdens navle
5. Rejsen til verdens navle